# Jean-Michel Sama Lukonde
Jean-Michel Sama Lukonde Kyenge (4 de agosto de 1977, Paris) é um político quinxassa-congolês da região de Catanga, que serviu como Primeiro-ministro da República Democrática do Congo, de 12 de abril de 2021 até sua renúncia em 2024. Ele é membro do partido Avenir du Congo (ACO).

## Biografia
Lukonde nasceu em 4 de agosto de 1977, em Paris, e é engenheiro por formação. Ele foi nomeado primeiro-ministro pelo presidente Félix Tshisekedi, em fevereiro de 2021. Compõe o seu gabinete Christophe Lutundula, como ministro do exterior, Gilbert Kabanda, como ministro da defesa, Daniel Aselo Okito, como ministro do interior, e Nicolas Kazadi, como ministro da economia.
Antes de sua nomeação, foi Diretor-Geral da Gécamines, uma das maiores mineradoras da África e a maior da República Democrática do Congo. Ele também atuou como um dos mais jovens deputados na Assembleia Nacional, e ministro dos Esportes e Juventude durante a presidência de Joseph Kabila.